# Wylazłów (gmina Pęczniew)
Wylazłów – wieś w Polsce, położona w województwie łódzkim, w powiecie poddębickim, w gminie Pęczniew.
W latach 1975–1998 miejscowość należała administracyjnie do województwa sieradzkiego.